# Kommatecken
Kommatecken (,) är ett flerfunktionellt skiljetecken. Det anses vara det svagaste synliga skiljetecknet, som markerar den minsta avgränsningen. Jämte punkt är kommatecken det vanligaste skiljetecknet i skriftspråket. Vilket av dem som är vanligast i en viss textmängd beror i huvudsak på genomsnittlig meningslängd samt vilken kommateringsprincip som tillämpas i texten.
I tidiga trycktexter motsvaras kommatecken ofta av virgula, som ser ut som ett modernt snedstreck.

## Användning

### I meningar
Kommatecken har följande användningsområden enligt tydlighetskommatering.
- Det används jämte konjunktion för att avgränsa fullständiga huvudsatser i samma mening. Kommatecken används främst om satserna är långa eller står i motsatsförhållande (konjunktionen men), och mindre ofta mellan korta satser förenade med och.[4]
  - Laila förstod inte varför de stannade kvar, men samtidigt orkade hon inte säga ifrån en gång till.
- Det används för att avgränsa längre adverbiella bisatser.
  - Eftersom du vägrar lyssna på mig, måste jag ta i med hårdhandskarna.
  - Jag måste ta i med hårdhandskarna, eftersom du vägrar lyssna på mig.
- Det används för att avgränsa utropsord och tilltalsuttryck.
  - Ja, det låter bra.
  - Anna, kan du komma hit?

- Det används kring icke-restriktiva inskott eller påhäng; här har kommatecknet ungefär samma funktion som parentes eller tankstreck. Liksom tankstreck sätts inte det avslutande kommatecknet ut om det möter ett annat skiljetecken, till exempel meningens slutpunkt.
  - August Strindberg, (som är) en av Sveriges mest kända författare, föddes 1849.
  - År 1849 föddes August Strindberg, (som är) en av Sveriges mest kända författare.

### I uppräkningar
Kommatecken används istället för och eller eller i uppräkningar. I svenskan används kommatecken typiskt inte framför det sista ledet i uppräkningen, utan ordet och/eller skrivs ut. Ett undantag är vid uppräkning av framförställda attribut, särskilt om det bara är två attribut som räknas upp.
- Hon köpte mjölk, smör och ost.
- Hon äter varken nötter, gluten eller citrusfrukter.
- Hon bor i det fina, gamla huset.

Vid risk för missförstånd sätts kommatecken dock ut även framför det sista ledet i uppräkning, då jämte konjunktionen och/eller. Detta kallas för seriekomma eller Oxfordkomma.

### Tillsammans med siffror
Kommatecknet används inom matematiken som decimaltecken i svenska och de allra flesta europeiska språk. I engelskspråkig litteratur används dock istället decimalpunkt (.) eller ibland (särskilt i äldre text) en halvhög punkt (·). Decimaltecknet i mexikansk spanska är också ofta en punkt, efter påverkan från USA. I Sverige används decimalkomma både i matematisk och allmän text.
I engelskspråkig litteratur används kommatecknet ofta som tusentalsavgränsare. Motsvarande avgränsare är i många språk en punkt, medan svenska språket använder ett "hårt" (=icke-brytande) mellanslag.
I svenska texter avdelas decimaler, det vill säga delar av heltal, med kommatecken. Timmar, minuter och sekunder (vilka inte ingår i det decimala talsystemet) avdelas med punkt, medan kommatecken används vid del av sekund:
Segertiden var 1.23,15 (1 minut, 23 sekunder och 15 hundradelar).

## Kommateringsprinciper
Kommateringen är i hög grad konventionsbunden, och olika skriftspråk och genrer kan följa olika kommateringsprinciper.

### Satskommatering
Satskommatering, även kallat grammatisk kommatering eller logisk-grammatisk kommatering, innebär att kommatecken sätts ut mellan alla satser i en mening, inklusive restriktiva bisatser. Satskommatering var vanligt i Sverige fram till tidigt 1900-tal, och fortfarande den kommateringsprincip som rekommenderas i exempelvis danska, tyska och ryska.

### Tydlighetskommatering
Tydlighetskommatering, även kallat pragmatisk kommatering, är den kommateringsprincip som idag rekommenderas för bland annat svenska och engelska. Vid tydlighetskommatering används kommatecken mer sparsamt än vid de andra två principerna; det sätts främst ut där det faktiskt behövs för att motverka felläsning.

### Pauskommatering
Pauskommatering, även kallat retorisk kommatering eller prosodisk kommatering, är en princip som innebär att kommatecken sätts ut på samma ställen där man i talet tar en kort paus mellan orden. Pauskommatering föreslogs som en alternativ kommateringsprincip för svenskan under 1800- och 1900-talen, med motiveringen att det skulle vara mer intuitivt och lätt att lära ut eftersom det inte kräver grammatiska kunskaper. Principen kan på sätt och vis härledas till antikens interpunktion: tecken sattes i högläsningsmanus för att markera pauser och kadenser, dock också för att avgränsa tankegångar. Eftersom pausering inte är beroende av syntax eller informationsstruktur är pauskommatering globalt en ovanlig kommateringsprincip utanför talmanus och liknande.